# 宮城県多賀城高等学校
宮城県多賀城高等学校（みやぎけん たがじょうこうとうがっこう）は、宮城県多賀城市笠神二丁目にある県立高等学校。

## 概要
1976年（昭和51年）全日制普通科高校として開校。2011年に発生した東日本大地震後に、震災から学んだ教訓を確実に次世代に伝承する等の目的で、2016年に災害科学科が設置された。防災系学科としては，兵庫県の舞子高等学校環境防災科に次いで全国では２例目である。
卒業後の進路は大学進学が多数を占める。通称は「多高」（たこう）。
通学者は、多賀城市・塩釜市からが多数を占めるが、仙台市からの通学者も少なくない。

## 交通
- 最寄り駅
  - JR仙石線下馬駅より徒歩20分
  - JR東北本線塩釜駅より徒歩30分

## 沿革
- 1976年（昭和51年）4月 - 開校式並びに第1回入学式。
- 1978年（昭和53年）3月 - 校歌制定。
- 1979年（昭和54年）9月 - 第1回文化部発表会。
- 1985年（昭和60年）10月 - 創立10周年記念祝典並びに祝賀会挙行。
- 1988年（昭和63年）4月 - 1学年学級増。9学級・定員男女405名となる。
- 1990年（平成2年）9月 - 第1回文化祭。
- 1992年（平成4年）4月 - 1学年学級減。8学級・定員男女360名となる。
- 1995年（平成7年）
  - 4月 - 8学級・定員男女344名となる。
  - 10月 - 創立20周年記念式典並びに祝賀会挙行。
- 1996年（平成8年）4月 - 8学級・定員男女320名となる。
- 1999年（平成11年）4月 - 1学年学級増。9学級・定員男女360名となる。
- 2000年（平成12年）4月 - 1学年学級増。9学級・定員男女360名となる。
- 2001年（平成13年）4月 - 8学級・定員男女320名となる。
- 2005年（平成17年）4月 - 7学級・定員男女280名となる。
- 2006年（平成18年）7月 - 校舎改修工事着工。
- 2008年（平成20年）4月 - 制服のデザイン変更。
- 2016年（平成28年）4月 - 災害科学科が設置[1][広報 1]。

## 校風
- 教訓
  - さとく…自己のもつ可能性を見いだして、その伸長と実現を図るとともに、真・善・美を追求し、広く調和のとれた教養を身につけるよう努める。　
  - ゆたかに…正しく自己を愛し、他をも愛する豊かな愛情を育て社会に奉仕する精神を養い、互いに信頼あえる誠実な人となるよう努める。
  - たくましく…心身の健康こそはすべての生活の根源である。
清潔で健康な生活を送ることを心がけるとともに進んで心身を鍛え、明るく清くどんな困難にであってもくじけない強固な意志力を強靱な体力を身につけるよう努める。

- 学科
  - 全日制課程
    - 普通科
      - 1976年（昭和51年）開校時から設置

    - 災害科学科
      - 2016年（平成28年）設置、全国で2番目となる防災系学科。2016年（平成28年）4月に1期生38名入学。
      - 設置目的：「東日本大震災から学んだ教訓を確実に次世代に伝承するとともに，今後国内外で発生する災害から，1人でも多くの命とくらしを守ることができる人材を育成するため」[2]
- 進路
  - 大学等への進学希望者が多数を占め、国公立大学への合格者は年間40‐60名程度の実績がある。現在の教育課程では3学年進級時に理系（国公立大志望）、文系I（私立大、専門学校、就職志望）、文系II（国公立大志望）と3種類のクラスに分けられ、国公立大学進学の大半を理系クラスが占める。国公立大学では山形大学、宮城大学、岩手大学が、私立大学では東北学院大学、東北福祉大学への進学が多い。[3]
- 部活動
  - 運動部
    - ラグビー、サッカー、ソフトテニス、硬式テニス、野球、陸上、ソフトボール、山岳、バレーボール、卓球、剣道、バスケットボール、テニス、水泳、柔道、バドミントン、弓道

  - 文化部
    - 写真、科学、合唱、軽音楽、吹奏楽、美術、茶華道(書道班含む)、語学研究、家庭、放送、情報処理
- 行事
  - 球技大会（6月）、多高祭（9月）、体育祭（10月）は多高三大行事と呼ばれる。これらは生徒会が中心ではなく、開催に意欲のある有志が中心となり実施される。平成18年度の体育祭は有志が集まらず中止となった。

## 主な卒業生
- 山寺宏一（声優、俳優、ナレーター）
- 佐藤達哉（ミュージシャン・キーボーディスト）
- 結城心一（漫画家）
- 安藤美乃理（モデル、リポーター）
- 鹿嶋静（ミュージシャン・ヴァイオリニスト）
- 渡邊圭祐 (俳優)

#### 広報資料・プレスリリースなど一次資料
1. ↑  『みやぎ県政だより』平成27年7・8月号（2015年）、25頁。